# Буконвиль-Воклер
Буконвиль-Вокле́р (фр. Bouconville-Vauclair) — коммуна во Франции, находится в регионе Пикардия. Департамент коммуны — Эна. Входит в состав кантона Гиньикур. Округ коммуны — Лан.
Код INSEE коммуны — 02102.

## Население
Население коммуны на 2010 год составляло 181 человек.
| 1962 | 1968 | 1975 | 1982 | 1990 | 1999 | 2010 |
| ---- | ---- | ---- | ---- | ---- | ---- | ---- |
| 226  | 196  | 180  | 184  | 170  | 161  | 181  |

## Экономика
В 2010 году среди 113 человек трудоспособного возраста (15—64 лет) 84 были экономически активными, 29 — неактивными (показатель активности — 74,3 %, в 1999 году было 68,2 %). Из 84 активных жителей работали 76 человек (42 мужчины и 34 женщины), безработных было 8 (5 мужчин и 3 женщины). Среди 29 неактивных 10 человек были учениками или студентами, 7 — пенсионерами, 12 были неактивными по другим причинам.